# سیوجان
روستای سیوجان(siojan)، روستایی است از توابع بخش مرکزی شهرستان خوسف، واقع در استان خراسان جنوبی که بر اساس سرشماری سال ۱۳۸۵ مرکز آمار ایران، جمعیت آن بالغ بر ۷۸۷ نفر بوده‌است. این روستا در ۲۳ کیلومتری غرب شهر بیرجند و در مسیر جاده بیرجند - خوسف قرار دارد.
بیشتر مردم روستا سادات موسوی (از نسل موسی بن جعفر) هستند. کار این مردم کشاورزی و دامداری است؛ آب کشاورزی از چاه‌های عمیق زیادی که دراین روستا وجود دارد، تأمین می‌شود. دامداری هم بیشتر شامل گاوداری‌هایی است که ایجاد شده‌اند و در حال ایجادند. روستا دارای دو اثر باستانی به ثبت رسیده می‌باشد که عبارتند ازحمام و آب‌انبار سیوجان. البته بر اثر سهل انگاری میراث فرهنگی و حرکت نابخردانهٔ بعضی اشخاص، قسمتی از حمام تاریخی سیوجان تخریب شده‌است. (حمام خورشیدی سیوجان جایگزین حمام قدیمی که گفته شد گردیده‌است)
مسجد جامع سیوجان نیز یکی از آثار بسیار قدیمی سیوجان بود که معماری بسیار زیبا یی داشت و شامل شبستان‌هایی جذاب بود که باز هم بر اثر کم‌کاری و بی‌فکری تخریب شد ومسجد جدید که شامل گنبدنیز هست جایگزین آن گردید.
سیوجان دارای مدرسهٔ دبستان (شهید مقری) و راهنمایی (شهید رضازاده) است؛ نام قدیم مدرسهٔ راهنمایی، شهید رجایی بود که به شهید رضازاده-یکی از شهدای روستا – تغییر یافت.
سیوجان دارای دو مسجد بزرگ به نام مسجد جامع و مسجد صاحب الزمانی می‌باشد. حسینیهٔ موسی بن جعفر (ع) در کنار و همراه مسجد جامع قرار گرفته‌است و حسینیهٔ صاحب الزمانی همراه مسجد صاحب الزمانی. هردو مسجد دارای کانون فرهنگی هستند که کانون فرهنگی آل الله مربوط به مسجد جامع و کانون فرهنگی هنری پیامبر اعظم (ص) مربوط به مسجد صاحب الزمانی است؛ ضمناً هر دو شامل کتابخانه می‌باشند. علت جدا بودن امکانات، دور بودن مساجد از یکدیگر است تا مردم بتوانند براساس نزدیکی به مسجدی که دارند نماز جماعت را در آن مسجد انجام داده و از امکانات معنوی، فرهنگی، جلسات ماه رمضان، محرم و جشن‌های مختلف استفاده نمایند.
هر چند مراسم ماه رمضان در دو مسجد جداگانه انجام می‌شود اما در ماه محرم دو هیئت موسی بن جعفر (ع) و صاحب الزمانی با همکاری هم مراسم عزاداری باشکوهی را بر پا می‌نمایند.
محصولاتی که در سیوجان وجود دارد عبارتند از: گندم، جو، پنبه، عناب، چغندر، انگور، زرد آلو، پسته، هندوانه و خربزه (به صورت دیم و آبی)، گوجه فرنگی، بادمجان و… از بین محصولاتی که گفته شد گندم، جو، پنبه و عناب مهم‌ترین محصولات سیوجان هستند که شاید سیوجان از لحاظ تولید عناب (باکیفیت و مرغوبیت) یکی از روستاهای مهم خراسان جنوبی باشد.
سیوجان از نعمت آب شیرین، برق، تلفن (۰۵۶۳۲۴۷)و مخابرات همراه با پست بانک بر خوردار می‌باشد. وجود سیستم دیجیتال مخابراتی نیز، امکان اتصال به شبکهٔ گستردهٔ اینترنت را برای این روستا فراهم کرده‌است.